# Dunross
Dunross & Co AB är ett svenskt investmentbolag som startades av affärsmannen Sven Norfeldt 1988. Bolaget, som ägs av Norfeldt till 100 procent, investerar sitt eget kapital globalt med fokus på tillväxtmarknader. Bolaget hade 2012 32 anställda. Huvudkontoret ligger i Göteborg och företaget har även kontor i Singapore och Paphos. Norfelt beskriver Dunross investeringsfilosofi som oberoende och långsiktig.
Bland innehaven märks stora innehav i koncernen Vista Land (Filippinerna), Supalai (Thailand), Robinsons Land (Filippinerna), Astra Zeneca (Storbritannien) och Hana Bank (Korea). För verksamhetsåret 2012 redovisade Dunross ett nettoresultat om 318 mkr och det egna kapitalet uppgick till 3415 Mkr.
Bolaget bildade också år 2012 Stiftelsen Dunross & Co samt avsatte 2013 till stiftelsen initialt kapital. Stiftelsens syfte är att ”genom stöd skapa en meningsfull och utvecklande tillvaro för barn och ungdomar”.

## Historia
Dunross & Co AB registrerades av affärsmanen Sven Norfeldt 1988. Under de första 10 åren koncentrerade sig bolaget på företagsutveckling och bland bolag man var med och att starta, utveckla och sälja finns; Matteus Fondkommission AB (1990), Diffchamb AB (livsmedelsdiagnostik, 1987, inkorporerades i Dunross några år senare), Riddarhyttan Resources AB (1997).
Bolaget var huvudägare och börsnoterade ovanstående bolag under 1990-talet. Bolagen utvecklades väl och Matteus såldes 1996. Diffchamb blev ett globalt ledande bolag inom livsmedelsdiagnostik och köptes upp av finska Raisio 2003. Riddarhyttan fann en stor och rik guldfyndighet i norra Finland och köptes upp 2005 av kanadensiska Agnico Eagle Mines Ltd, som idag från fyndigheten driver Europas största guldgruva med en årlig produktion om cirka 176000 ounces (2012). 
Dunross var inne i fler bolag som dock inte börsnoterades, däribland Uniq Nordiska AB och Qomprador AB, vilka båda sålde smörjoljor för industri och verkstäder samt Envirochem AB, verksamt inom miljökemi. 
Bland sämre affärer kan nämnas att bolaget under 2008 till 2009 gjorde stora förluster i kinesiska bolag noterade på Hong Kong-börsen. Ett annat bakslag var den avbrutna etableringen av Vietnamkontoret 2011.
Under slutet av 1990-talet koncentrerade Dunross sin inriktning på värdepappersförvaltning där erfarenheterna från det egna företagandet byggde urvalskriterier som Dunross använde för sin fundamentala analys. Bolaget kom att under denna tid att bli en stor investerare i Ryssland och i slutet av decenniet gick man på tvärs mot den rådande IT-hysterin. Detta gjorde att Dunross substansutveckling ökade markant då den ”gamla världens” företag vid den tiden var mycket lågt värderade.
Några år in på 2000-talet började bolaget att investera alltmer i utvecklingsländer, så kallade emerging markets. Särskilt stort blev bolagets fokus på länder i Asien, särskilt i Korea, Thailand, Indonesien och Filippinerna. Bolaget investerar under 2010-talet även i länder som Sri Lanka, Vietnam, Kazakstan och Ryssland.
Det egna kapitalet växte från 350 miljoner kronor 2002 till 3,2 miljarder kronor 2012.